# یوزو ایواکامی
یوزو ایواکامی (انگلیسی: Yuzo Iwakami؛ زادهٔ ۲۸ ژوئیهٔ ۱۹۸۹) بازیکن فوتبال اهل ژاپن است.
از باشگاه‌هایی که در آن بازی کرده‌است می‌توان به باشگاه فوتبال ماتسوموتو یاماگا اشاره کرد.